# Convito (rivista)
Convito è stata una rivista letteraria italiana fondata a Roma da Adolfo De Bosis, colto uomo d'affari oltre che poeta shelleyano e umanitario che ne fu anche il finanziatore e direttore, da Gabriele D'Annunzio e da Angelo Conti, critico d'arte oltre che saggista. Il periodico, che spiccò per la lussuosa veste tipografica, uscì ad intervalli irregolari dal gennaio 1895 al 1907.

## Storia
Convito apparve a Roma nel 1895 come rivista di critica letteraria e arte. La rivista fu pubblicata su preziosa carta a mano per un totale di 12 numeri.
In realtà il Convito visse come rivista solamente per i primi nove numeri, dal gennaio 1895 al dicembre 1896, perché i fascicoli successivi, contenendo solamente scritti del De Bosis, devono essere considerati a sé.
Ai primi nove numeri collaborano autori di impronta estetizzante della nuova e vecchia generazione, come Edoardo Scarfoglio, Enrico Nencioni, Enrico Panzacchi, Giovanni Pascoli e artisti che, nelle illustrazioni, optano per figure enigmatiche, visioni allegorizzanti, serpentine figure di donne-meduse dando così alla rivista una chiara qualificazione, quella di rivista programmatica del decadentismo italiano.
«Alcuni artisti, scrittori e pittori, accomunati da uno stesso culto sincero e fervente per tutte le più nobili forme dell'Arte, si propongono di pubblicare ogni mese in Roma - dal Gennaio al Dicembre di questo anno - una loro raccolta di prose, di poesie e di disegni composta con insolita severità di scelta e stampata con quella eleganza semplice che aggiunge decoro alle belle immagini e ai chiari pensieri.
[...] Ebbene, c'è ancòra qualcuno che in mezzo a tanta miseria e a tanta abjezione italiana serba la fede nella virtù occulta della stirpe, nella forza ascendente delle idealità trasmesseci dai padri, nel potere indistruttibile della Bellezza, nella sovrana dignità dello spirito, nella necessità delle gerarchie intellettuali, in tutti gli alti valori che oggi dal popolo d'Italia sono tenuti a vile, e specialmente nell'efficacia della parola. [...]
In questa Roma ora tanto triste [...] noi vorremmo portare in trionfo un simulacro di Bellezza così grande che la forza superba della forma - quella vis superba formae esaltata da un poeta umanista - soggiogasse gli animi abbrutiti.
Non è più il tempo del sogno solitario all'ombra del lauro o del mirto. Gli intellettuali raccogliendo tutte le loro energie debbono sostenere militarmente la causa dell'Intelligenza contro i Barbari, se in loro non è addormentato pur l'istinto più profondo della vita. [...] »
Nel "Proemio", pubblicato sul primo numero della rivista (gennaio 1895), veniva presentato il quadro sociologico di una società corrotta dall'industrialismo borghese che era penetrato nelle mani della politica e, contro questa Italia affarista e sporca, il gruppo elitario e nietzschiano degli artisti impegnati nel Convito lancia un proclama che esalta il «potere indistruttibile della Bellezza».
Il Proemio, pur non essendo firmato, risulta essere stato scritto da D'Annunzio stesso per il riscontro di temi e stili che gli appartengono e vuole essere chiaramente il "manifesto" della nuova rivista.